# Gle Tetek
Gle Tetek är ett berg i Indonesien.   Det ligger i provinsen Aceh, i den västra delen av landet, 1 700 km nordväst om huvudstaden Jakarta. Toppen på Gle Tetek är 1 088 meter över havet, eller 236 meter över den omgivande terrängen. Bredden vid basen är 3,1 km.
Terrängen runt Gle Tetek är kuperad åt sydväst, men åt nordost är den bergig. Terrängen runt Gle Tetek sluttar västerut.Runt Gle Tetek är det tätbefolkat, med 286 invånare per kvadratkilometer. I omgivningarna runt Gle Tetek växer i huvudsak städsegrön lövskog.